# Ніщиці
Ніщиці (пол. Niszczyce) — село в Польщі, у гміні Бельськ Плоцького повіту Мазовецького воєводства.
Населення — 167 осіб (2011).
У 1975-1998 роках село належало до Плоцького воєводства.

## Демографія
Демографічна структура станом на 31 березня 2011 року:
|          | Загалом | Допрацездатний вік | Працездатний вік | Постпрацездатний вік |
| -------- | ------- | ------------------ | ---------------- | -------------------- |
| Чоловіки | 82      | 20                 | 58               | 4                    |
| Жінки    | 85      | 21                 | 45               | 19                   |
| Разом    | 167     | 41                 | 103              | 23                   |